# Danau Aneuk Laot
Danau Aneuk Laot är en sjö i Indonesien.   Den ligger i provinsen Aceh, i den västra delen av landet, 1 900 km nordväst om huvudstaden Jakarta. Danau Aneuk Laot ligger 31 meter över havet. Den ligger på ön Pulau We. I omgivningarna runt Danau Aneuk Laot växer i huvudsak städsegrön lövskog.